# Selenophoma linicola
Selenophoma linicola är en svampart som beskrevs av Vanterp. 1947. Selenophoma linicola ingår i släktet Selenophoma och familjen Dothioraceae.   Inga underarter finns listade i Catalogue of Life.